# (26887) Tokyogiants
(26887) Tokyogiants (1994 TO15) – planetoida z pasa głównego asteroid okrążająca Słońce w ciągu 3,82 lat w średniej odległości 2,44 j.a. Odkryta 14 października 1994 roku.